# Mallows Bay
Mallows Bay je malá zátoka na řece Potomac ve Spojených státech. Nachází se v okrese Charles County státu Maryland.

## Flotila duchů
V dubnu 1917 prezident Wilson založil organizaci Emergency Fleet Corporation (EFC) za účelem urychlené stavby velkého počtu nákladních lodí, což souviselo se vstupem USA do první světové války. Jako doplněk k obvyklým ocelovým plavidlům bylo postaveno množství nákladních lodí v jejichž konstrukci se široce uplatnilo dřevo. Německo však kapitulovalo ještě předtím, než první dřevěná plavidla dopravila svůj náklad do evropských přístavů. Po válce byly dřevěné lodě zastaralé a neměly žádné komerční využití, takže se jich vláda zbavovala za každou cenu. Celkem 233 plavidel kotvících na řece James získala společnost Western Marine & Salvage Company (WM&SC), která plánovala zpeněžit jejich pohonné systémy a kovy obsažené v jejich konstrukci. Zatímco WM&SC rozebírala první plavidla v Alexandrii, měla zbytek se zajištěním kotviště ostatních, neboť veřejnost se postavila proti jejich přesunu z řeky James na řeku Potomac. V roce 1924 WM&SC koupila pozemky na pobřeží zátoky Mallows Bay. Dne 7. listopadu 1925 tam nechala zapálit první 31 dřevěných lodí ve svém vlastnictví. Do svého krachu WM&SC v zátoce spálila více než sto plavidel. Jejich vraky zůstaly na místě dlouho bez povšimnutí, ale za druhé světové války se staly vítaným zdrojem kovů. Pracemi byla pověřena společnost Bethlehem Steel Corporation, která do konce války zpracovala jen část lodních vraků. V průběhu let se vraky staly důležitou součástí místního ekosystému. V roce 2019 Národní úřad pro oceán a atmosféru vyhlásil tuto oblast za národní mořskou rezervaci Mallows Bay-Potomac River, první národní mořskou rezervaci vyhlášenou od roku 2000.

## Galerie

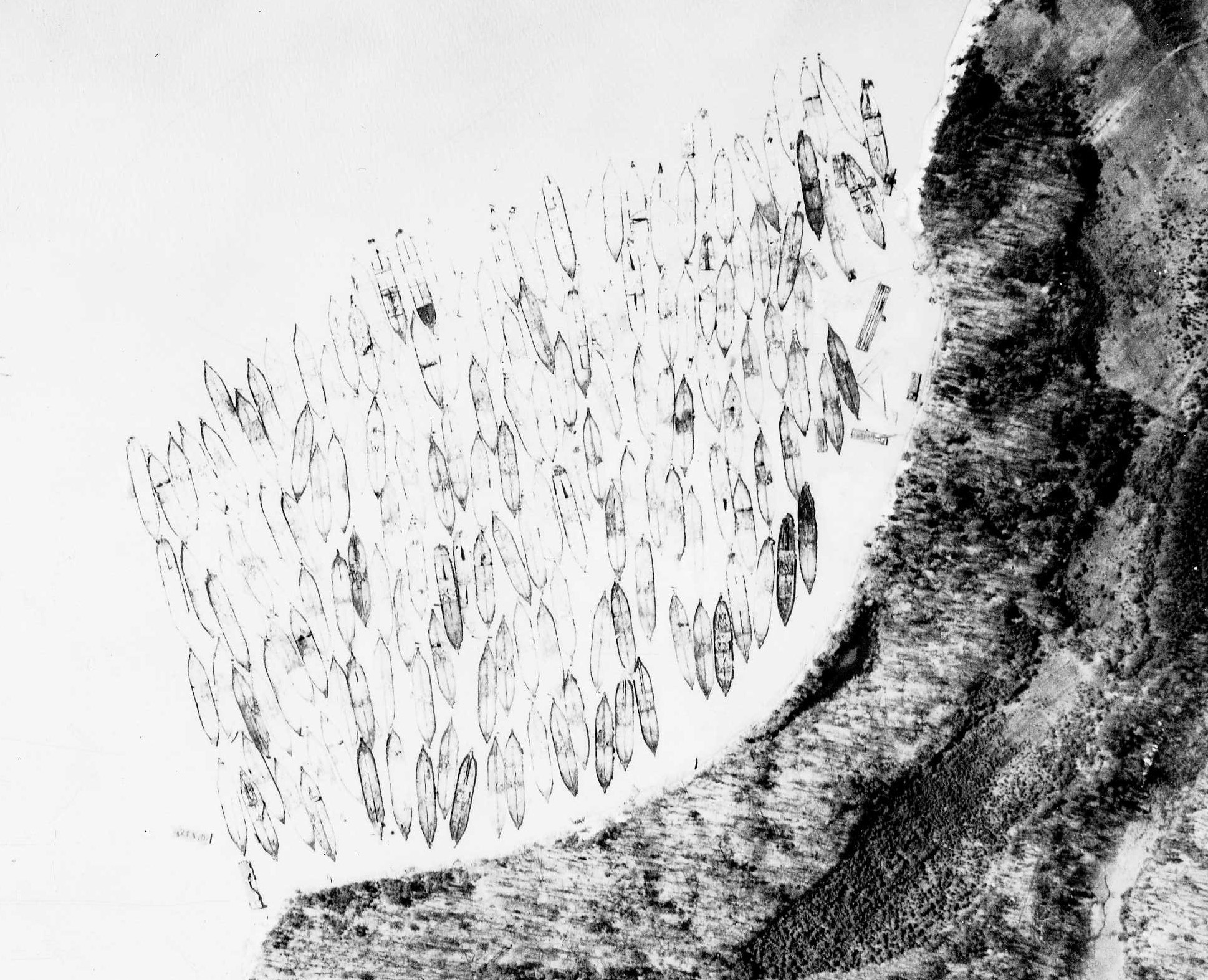
„Flotila duchů“ v zátoce Mallows Bay v roce 1936
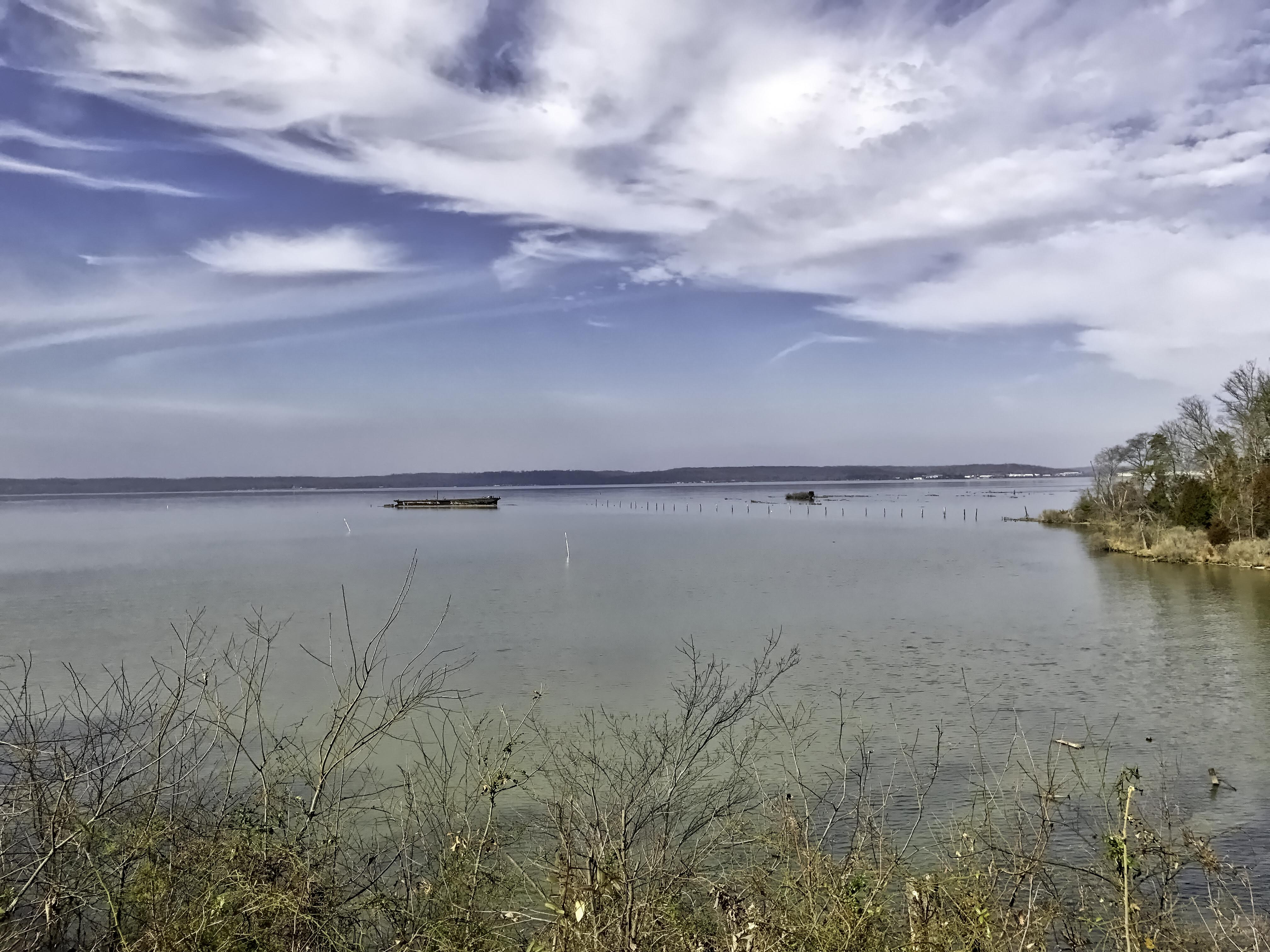
Mallows Bay
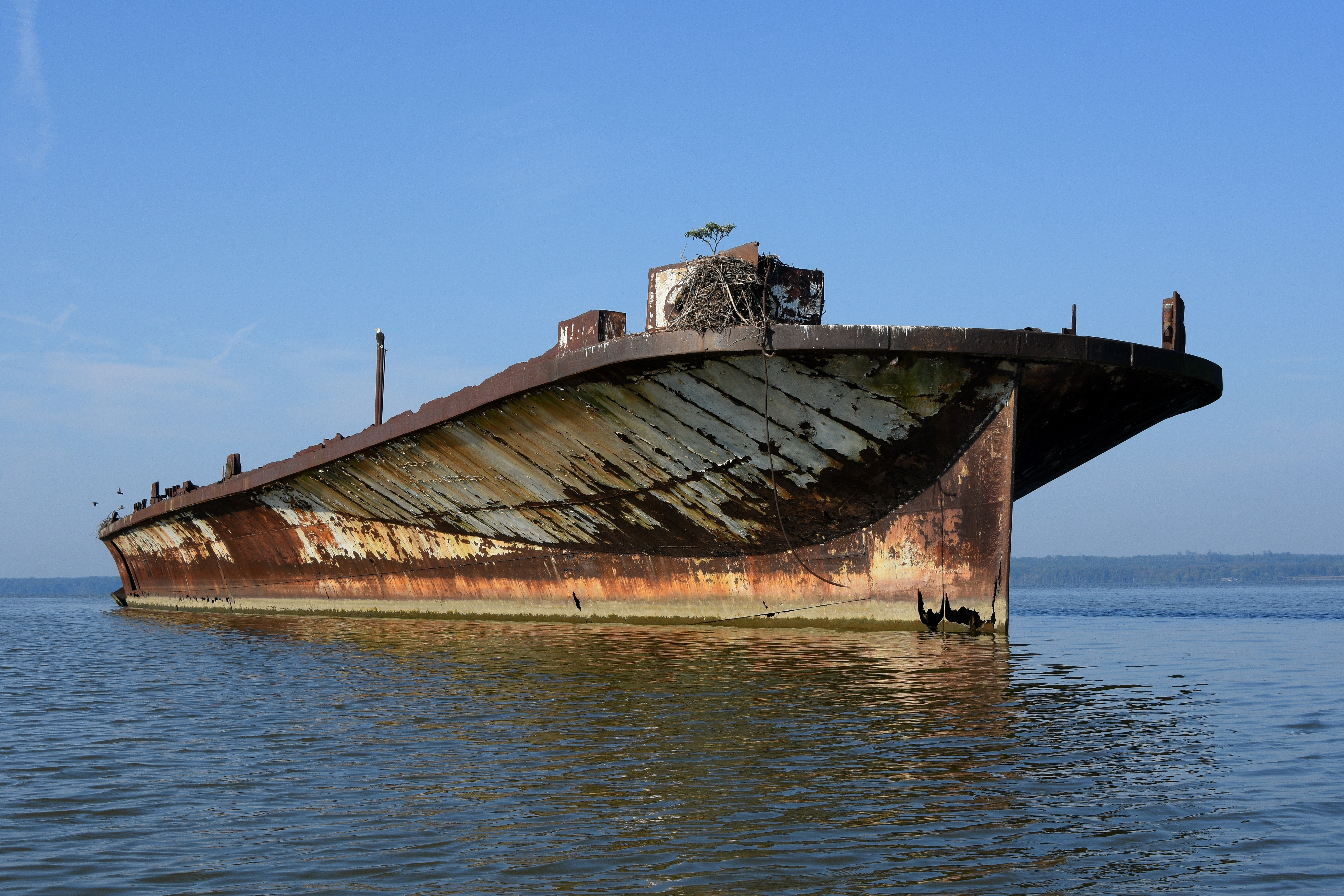
Lodní vrak
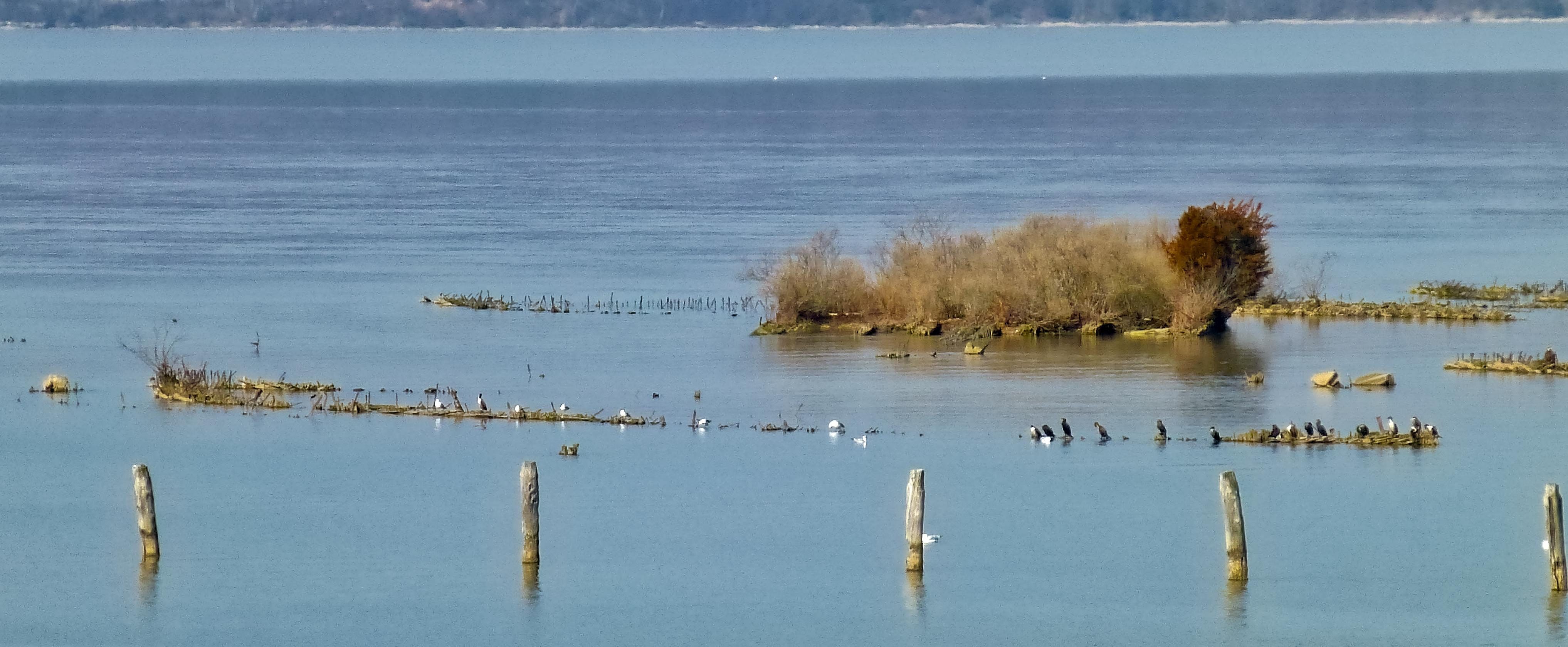
Lodní vraky v Mallows Bay
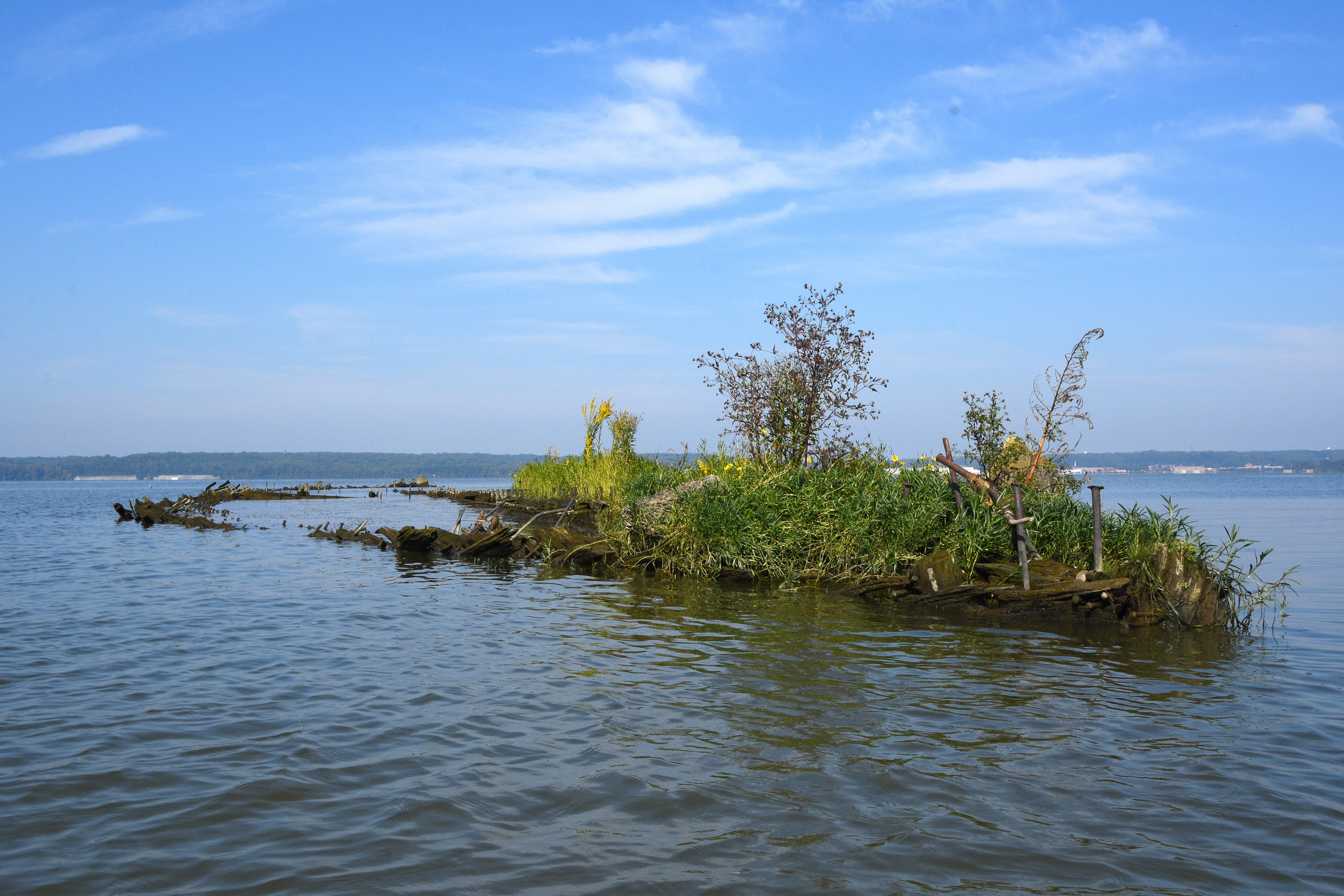
Vrak zarostlý vegetací
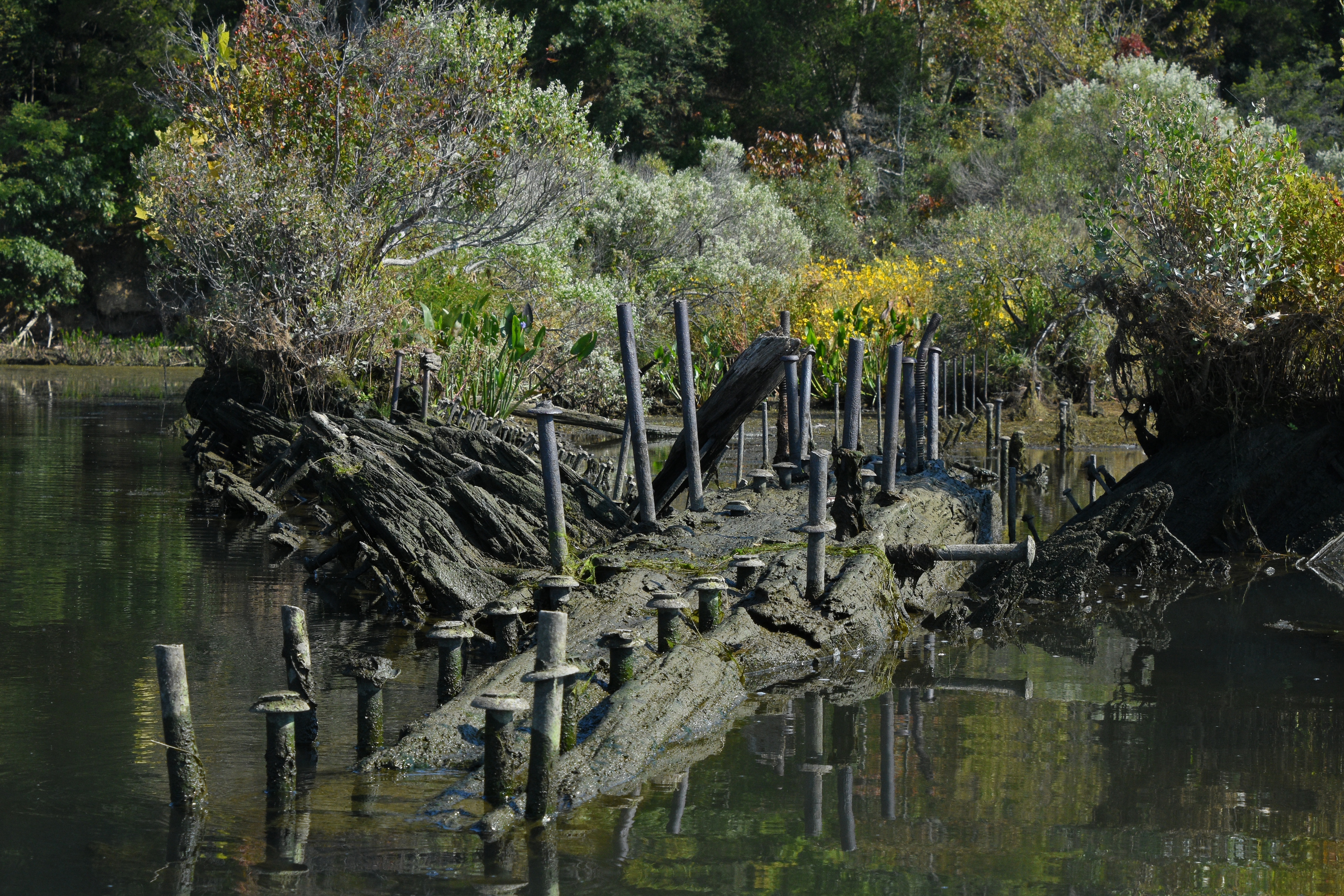
Lodní vrak